# Azienda Trasporti Milanesi
Pour les articles homonymes, voir ATM et Milanesi.
Azienda Trasporti Milanesi ou ATM est une société publique, propriété de la commune de Milan (Italie), qui gère notamment les transports publics de la capitale lombarde et d'une partie de son agglomération.

## Histoire
L'histoire de cette compagnie débute le 22 mai 1931, lorsque l'entreprise municipale Tranviaria de l'époque est devenue une entreprise autonome. Elle se développe durant plus de 30 ans et en 1964, elle inaugure la première ligne de métro N°1 le rouge. Au 1er janvier 1965, la compagnie Tranviaria prend le nom Municipal Transport Company et en octobre 1969, elle ouvre une seconde ligne de métro N°2 le vert puis la N° 3 le jaune. En 1990, elle change de nom en Azienda Trasporti Milanesi et s'ouvre à l'actionnariat en 2001 et le groupe ATM est né en 2006. Depuis février 2013, l'ATM gère l'exploitation de la nouvelle ligne du métro 5, le lilla, la première dans une ville entièrement automatisée et sans conducteur.

## Réseau
La société exploite 17 lignes de tram, pour un réseau de 180 km, à voie normale (1 445 mm), sous tension de 600 V CC

## Matériel roulant
La compagnie a signé avec la société Stadler Rail 29 septembre 2020 une commande de 80 tramways, à plancher bas de Type Vossloh Tramlink, bidirectionnel, avec des dispositifs anticollision et des caméras couvrant les angles morts. Ils disposeront également de bogies spéciaux minimisant les nuisances sonores. La commande est réalisée par Stadler Rail Valencia.
Dans un communiqué du 22 juin 2023, Stadler et Azienda Trasporti Milanesi SpA (ATM) annoncent la signature d'un contrat pour la livraison de 50 tramways TRAMLINK pour la ville de Milan, dont 25 véhicules de capacité moyenne et 25 autres de grande capacité. 14 tramways devrait être livrés en 2026.